# Kabelwickelgerät
Das Kabelwickelgerät auch Cable Coiler, Ringaufwickler, Spulenaufwickler, Trommelaufwickler, verwendet man in der kabelverarbeitenden Industrie um die auf vorgängigen Arbeitsprozessen verarbeiteten Kabel sauber zu wickeln. Sie wickeln Kabel bis auf einen Durchmesser von 2200 mm in eine Trommel oder auf einen Wickelteller. Es gibt auch ganz einfache handbetriebe Geräte mit und ohne Zählwerk, zum Ablängen und aufwickeln. 
Zu den vorgängigen Arbeitsprozessen siehe: Abläng- und Abisolierautomat, Coditherm, Heißprägegerät, Kabelstapler, Kabel-Zuführgerät.